# Quebec (musikalbum)
Quebec är det amerikanska rockbandet Weens åttonde studioalbum, släppt den 5 augusti 2003. Två singlar släpptes från albumet, "Tried and True" och "Transdermal Celebration". 
Sputnikmusic gav albumet 5 av 5 i betyg.

## Låtlista
Alla låtar skrevs av Ween.
1. "It's Gonna Be a Long Night" - 2:48
2. "Zoloft" - 3:51
3. "Transdermal Celebration" - 3:25
4. "Among His Tribe" - 3:37
5. "So Many People in the Neighborhood" - 3:28
6. "Tried and True" - 4:01
7. "Happy Colored Marbles" - 3:12
8. "Hey There Fancypants" - 1:59
9. "Captain" - 3:58
10. "Chocolate Town" - 3:26
11. "I Don't Want It" - 3:16
12. "The Fucked Jam" (instrumental) - 2:53
13. "Alcan Road" - 5:10
14. "The Argus" - 4:51
15. "If You Could Save Yourself (You'd Save Us All)" - 4:44

Bonuslåt på Japansk CD
16. "Ooh Vah La" - 2:59

## Musiker
- Gene Ween - sång (alla låtar förutom låt 1), bas (låt 2, 9 och 10), keyboard (låt 2, 5, 7 och 13), akustisk gitarr (låt 4), synthesizer (låt 4), trummaskin (låt 5), elgitarr (låt 7, 9, 10, 13 och 14), omnichord (låt 9)
- Dean Ween - sång (låt 1), elgitarr (alla låtar), bas (låt 1, 3-8, och 13-15), keyboard (låt 2), sitar (låt 3 och 6), trummor (låt 5 och 11), vocoder (låt 5)
- Sim Cain - trummor (låt 1)
- Glenn McClelland - orgel (låt 1 och 15), keyboard (låt 3, 10 och 14), piano (låt 14 och 15), dragspel (låt 15)
- Andrew Weiss - keyboard (låt 2, 3, 6 och 11), fretless bas (låt 2), slagverk (låt 2), trummor (låt 6), synthesizer (låt 9 och 15), fiol (låt 9 och 15)
- Josh Freese - trummor (låt 3, 7, 9, 10, 14 och 15)
- Dave Dreiwitz - bas (låt 10)